# Монако на Европском првенству у атлетици за јуниоре 2017.
Монако је учествовао на 24. Европском првенству за јуниоре 2017. одржаном у Гросето, Италија, од 20. до 23. јула. Репрезентацију Монака на њеном четвртом учешћу на европским првенствима за јуниоре представљала је 1 спортисткиња која се такмичила у трци на 100 метара.
На овом такмичењу такмичарка из Монака није остварила неки резултат.

## Учесници
Јуниорке:
- Мари-Шарлот Гастауд — 100 м

## Резултати

### Јуниорке
| Атлетичарка         | Дисциплина | Лични рекорд | Квалификације | Квалификације | Полуфинале            | Полуфинале            | Финале                | Финале | Детаљи |
| Атлетичарка         | Дисциплина | Лични рекорд | Резултат      | Место         | Резултат              | Место                 | Резултат              | Место  | Детаљи |
| ------------------- | ---------- | ------------ | ------------- | ------------- | --------------------- | --------------------- | --------------------- | ------ | ------ |
| Мари-Шарлот Гастауд | 100 м      | 13,14        | 13,68         | 8. у гр. 1    | Није се квалификовала | Није се квалификовала | Није се квалификовала | 39 /39 |        |